# Paropioxys hilaris
Paropioxys hilaris är en insektsart som beskrevs av Melichar 1904. Paropioxys hilaris ingår i släktet Paropioxys och familjen Eurybrachidae. Inga underarter finns listade i Catalogue of Life.